# Indianapolis Motor Speedway
Indianapolis Motor Speedway es un autódromo situado en Indianápolis, estado de Indiana, Estados Unidos. Es conocido por ser sede de las 500 Millas de Indianápolis, la carrera en óvalos más importante de la IndyCar Series y una de las carreras de automovilismo más importante de Estados Unidos. Indianápolis es el recinto deportivo de mayor capacidad de público del mundo, con 375.000 plazas permanentes. Forma parte del Registro Nacional de Lugares Históricos desde 1975 y es un Hito Histórico Nacional desde 1987.
El empresario Carl G. Fisher construyó el autódromo con el objetivo de impulsar la industria automotriz de Indianápolis. Se inauguró en 1909, albergando carreras de automovilismo y motociclismo, y las 500 Millas de Indianápolis comenzó a disputarse en 1911. Su superficie original era de ladrillos. Poco a poco se fue reemplazado la superficie de ladrillos por asfalto hasta completar el cambio en 1961, dejándose intactas una yarda de ladrillos en la línea de meta, lo que le valió el apodo Brickyard ("yarda de ladrillos").
Luego de décadas de tener una sola carrera por año, la pista comenzó a recibir otros eventos. Las 400 Millas de Brickyard de la NASCAR Cup Series se disputan desde 1994, que luego tendrían como telonera a la International Race of Champions desde 1998 hasta 2003, y a la NASCAR Nationwide Series a partir de 2012.
El circuito mixto albergó el Gran Premio de Estados Unidos de la Fórmula 1 desde 2000 hasta 2007, el Gran Premio de Indianápolis de Motociclismo del Campeonato Mundial de Motociclismo desde 2008 hasta 2015, y la Grand-Am Rolex Sports Car Series desde 2012 hasta 2014. También en el circuito mixto, la IndyCar realiza el Gran Premio de Indianápolis desde 2014, y la Sportscar Vintage Racing Association organiza el Brickyard Vintage Racing Invitational también a partir de 2014. Las Stadium Super Trucks visitaron Indianápolis en 2014.
Las cuatro curvas del óvalo tienen un peralte de 9°12', considerablemente menor que los óvalos de Brooklands, Monza y Daytona, y una longitud de 0,25 millas (402 metros). La recta principal y la opuesta miden cada una 0,625 millas (1.006 metros) y las rectas laterales 0,125 millas (201 metros), totalizando 2,5 millas (4.024 metros). El circuito mixto tiene una variante sin chicana sobre la curva 1 del óvalo y otra con chicana, que miden 4.192 y 4.218 metros respectivamente. La Fórmula 1 y la Grand-Am han usado el circuito mixto sin chicana en sentido horario, y el Mundial de Motociclismo la variante con chicana en sentido antihorario.
En 1929 se inauguró un campo de golf, actualmente llamado Brickyard Crossing Golf Resort, que tiene cuatro hoyos dentro del circuito. Allí se jugaron torneos profesionales del PGA Tour desde 1960 hasta 1968, el LPGA Tour en 1968 y a partir de 2017, y el Champions Tour desde 1994 hasta 2000. Además, el óvalo forma parte del recorrido de la 500 Festival Mini-Marathon, una media maratón que se realiza en mayo desde 1977. Por otra parte, el predio se utilizó para la ceremonia inaugural de los Juegos Panamericanos de 1987, donde la Walt Disney Company hizo un espectáculo de 6.500 artistas ante 80.000 espectadores.

## Récords de tiempo

### 500 Millas de Indianápolis
| Tipo          | Distancia | Distancia      | Fecha              | Piloto            | Tiempo      | Velocidad media (MPH) / (KM/H) |
| Tipo          | Vueltas   | Millas         | Fecha              | Piloto            | Tiempo      | Velocidad media (MPH) / (KM/H) |
| ------------- | --------- | -------------- | ------------------ | ----------------- | ----------- | ------------------------------ |
| Práctica      | 1         | 2.5 (4.0 km)   | 10 de mayo de 1996 | Arie Luyendyk     | 0:00:37.616 | 239.260 / 385.052              |
| Clasificación | 1         | 2.5 (4.0 km)   | 12 de mayo de 1996 | Arie Luyendyk     | 0:00:37.895 | 237.498 / 382.216              |
| Clasificación | 4         | 10 (16.1 km)   | 12 de mayo de 1996 | Arie Luyendyk     | 0:02:31.908 | 236.986 / 381.392              |
| Carrera       | 1         | 2.5 (4.0 km)   | 26 de mayo de 1996 | Eddie Cheever     | 0:00:38.119 | 236.103 / 379.971              |
| Carrera       | 200       | 500 (804.7 km) | 30 de mayo de 2021 | Hélio Castroneves | 2:37:19.385 | 190.690 / 306.886              |

### Brickyard 400
| Tipo          | Distancia | Distancia    | Fecha                    | Piloto        | Tiempo      | Velocidad media (MPH) / (KM/H) |
| Tipo          | Vueltas   | Millas       | Fecha                    | Piloto        | Tiempo      | Velocidad media (MPH) / (KM/H) |
| ------------- | --------- | ------------ | ------------------------ | ------------- | ----------- | ------------------------------ |
| Clasificación | 1         | 2.5 (4.0 km) | 26 de julio de 2014      | Kevin Harvick | 0:00:47.647 | 188.888 / 303.986              |
| Carrera       | 1         | 2.5 (4.0 km) | 10 de septiembre de 2018 | Kevin Harvick | 0:00:48.638 | 185.041 / 297.795              |
| Carrera       | 160       | 400 (640 km) | 5 de agosto del 2000     | Bobby Labonte | 2:33:55.979 | 155.912 / 250.916              |

### Fórmula 1

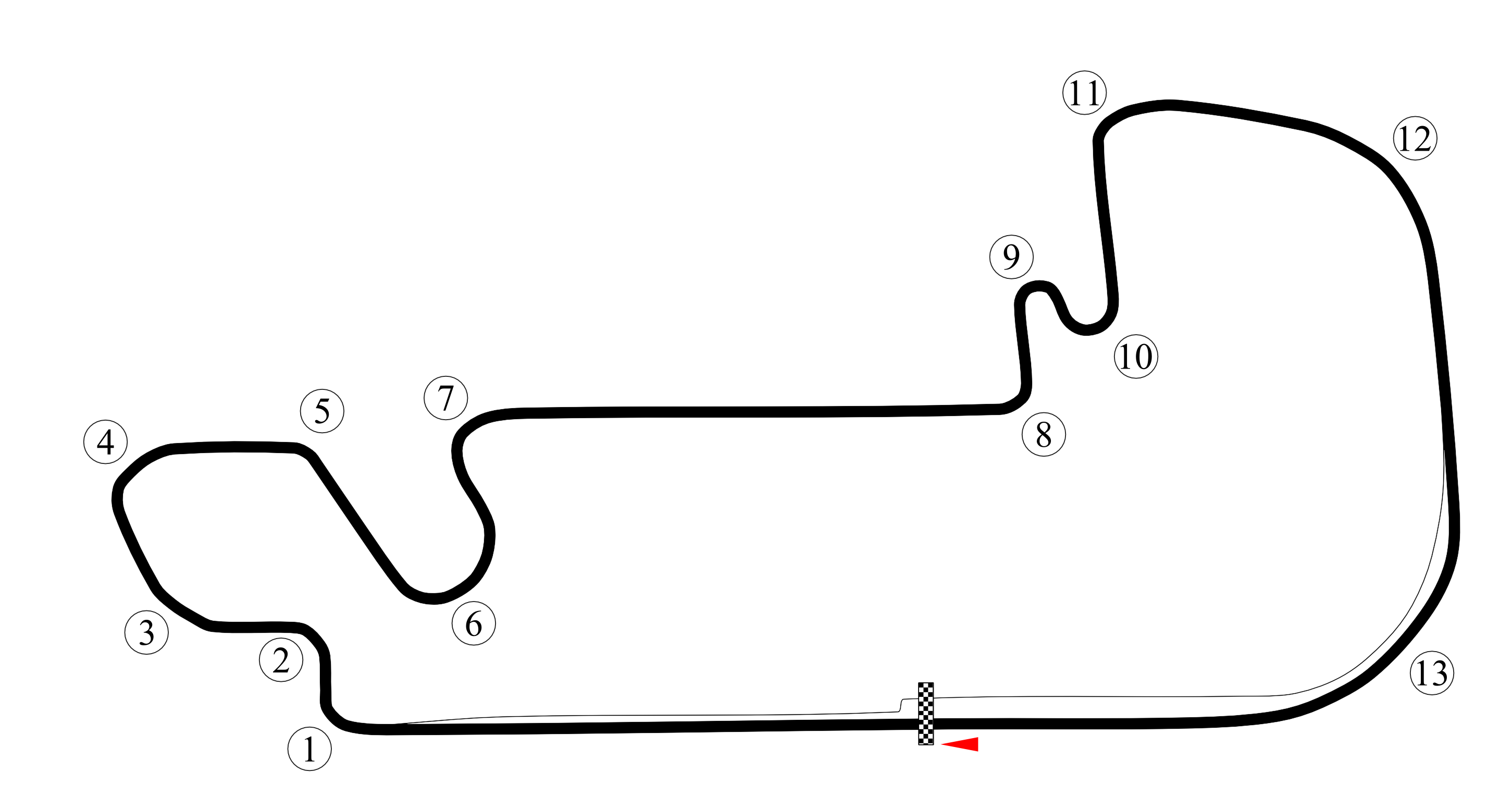
Mapa del trazado del circuito de Indianápolis que se usó en el Gran Premio de los Estados Unidos de Fórmula 1.

Mapa del trazado del circuito de Indianápolis que se usa en el Gran Premio de Indianápolis de Motociclismo.

| Tipo          | Distancia | Distancia            | Fecha               | Piloto             | Tiempo      | Velocidad media (MPH) / (KM/H) |
| Tipo          | Vueltas   | Millas               | Fecha               | Piloto             | Tiempo      | Velocidad media (MPH) / (KM/H) |
| ------------- | --------- | -------------------- | ------------------- | ------------------ | ----------- | ------------------------------ |
| Práctica      | 1         | 2.605 (4.192 km)     | 19 de junio de 2004 | Rubens Barrichello | 0:01:09.454 | 135.025 / 217.302              |
| Clasificación | 1         | 2.605 (4.192 km)     | 19 de junio de 2004 | Rubens Barrichello | 0:01:10.223 | 133.546 / 214.921              |
| Carrera       | 1         | 2.605 (4.192 km)     | 20 de junio de 2004 | Rubens Barrichello | 0:01:10.399 | 133.207 / 214.376              |
| Carrera       | 73        | 190.165 (306.041 km) | 19 de junio de 2005 | Michael Schumacher | 1:29:43.181 | 127.173 / 204.665              |

### Moto GP
| Tipo          | Distancia | Distancia           | Fecha                 | Piloto       | Tiempo      | Velocidad media (MPH) / (KM/H) |
| Tipo          | Vueltas   | Millas              | Fecha                 | Piloto       | Tiempo      | Velocidad media (MPH) / (KM/H) |
| ------------- | --------- | ------------------- | --------------------- | ------------ | ----------- | ------------------------------ |
| Práctica      | 1         | 2.621 (4.218 km)    | 17 de agosto del 2012 | Dani Pedrosa | 0:01:39.783 | 94.561 / 152.181               |
| Clasificación | 1         | 2.620 (4.216 km)    | 17 de agosto del 2013 | Marc Márquez | 0:01:37.958 | 95.489 / 153.675               |
| Carrera       | 1         | 2.620 (4.216 km)    | 18 de agosto del 2013 | Marc Márquez | 0:01:39.044 | 95.214 / 153.232               |
| Carrera       | 28        | 73.388 (118.107 km) | 19 de agosto del 2012 | Dani Pedrosa | 0:46:39.631 | 94.368 / 151.871               |

## Ganadores

### Gran Premio de Indianápolis
| Año  | Piloto          | Fecha        | Escudería               | Automóvil         |
| ---- | --------------- | ------------ | ----------------------- | ----------------- |
| 2014 | Simon Pagenaud  | 10 de mayo   | Sam Schmidt Motorsports | Dallara-Honda     |
| 2015 | Will Power      | 9 de mayo    | Team Penske             | Dallara-Chevrolet |
| 2016 | Simon Pagenaud  | 14 de mayo   | Team Penske             | Dallara-Chevrolet |
| 2017 | Will Power      | 13 de mayo   | Team Penske             | Dallara-Chevrolet |
| 2018 | Will Power      | 12 de mayo   | Team Penske             | Dallara-Chevrolet |
| 2019 | Simon Pagenaud  | 11 de mayo   | Team Penske             | Dallara-Chevrolet |
| 2020 | Scott Dixon     | 19 de abril  | Chip Ganassi Racing     | Dallara-Honda     |
| 2020 | Josef Newgarden | 2 de octubre | Team Penske             | Dallara-Chevrolet |
| 2020 | Will Power      | 3 de octubre | Team Penske             | Dallara-Chevrolet |
| 2021 | Rinus VeeKay    | 15 de mayo   | Ed Carpenter Racing     | Dallara-Chevrolet |
| 2021 | Will Power      | 14 de agosto | Team Penske             | Dallara-Chevrolet |
| 2022 | Colton Herta    | 14 de mayo   | Andretti Autosport      | Dallara-Honda     |
| 2022 | Alexander Rossi | 30 de julio  | Andretti Autosport      | Dallara-Honda     |
| 2023 | Alex Palou      | 13 de mayo   | Chip Ganassi Racing     | Dallara-Honda     |
| 2023 | Scott Dixon     | 12 de agosto | Chip Ganassi Racing     | Dallara-Honda     |
| 2024 | Alex Palou      | 11 de mayo   | Chip Ganassi Racing     | Dallara-Honda     |

### Indy Lights
| Año  | Piloto           |
| ---- | ---------------- |
| 2014 | Matthew Brabbham |
| 2014 | Luiz Razia       |
| 2015 | Jack Harvey      |
| 2015 | Sean Rayhall     |
| 2016 | Ed Jones         |
| 2016 | Dean Stoneman    |
| 2017 | Nico Jamin       |
| 2017 | Kyle Kaiser      |
| 2018 | Colton Herta     |
| 2018 | Colton Herta     |
| 2019 | Robert Megennis  |
| 2019 | Rinus VeeKay     |
| 2021 | Linus Lundqvist  |
| 2021 | David Malukas    |
| 2022 | Danial Frost     |
| 2022 | Linus Lundqvist  |

Liberty Challenge
| Año  | Piloto         |
| ---- | -------------- |
| 2005 | Marco Andretti |
| 2006 | Alex Lloyd     |
| 2007 | Hideki Mutoh   |
| 2007 | Bobby Wilson   |

Freedom 100
| Año  | Fecha         | Piloto            |
| ---- | ------------- | ----------------- |
| 2003 | 17-18 de mayo | Ed Carpenter      |
| 2004 | 22 de mayo    | Thiago Medeiros   |
| 2005 | 27 de mayo    | Jaime Camara      |
| 2006 | 26 de mayo    | Wade Cunningham   |
| 2007 | 25 de mayo    | Alex Lloyd        |
| 2008 | 24 de mayo    | Dillon Battistini |
| 2009 | 22 de mayo    | Wade Cunningham   |
| 2010 | 28 de mayo    | Wade Cunningham   |
| 2011 | 27 de mayo    | Josef Newgarden   |
| 2012 | 25 de mayo    | Esteban Guerrieri |
| 2013 | 24 de mayo    | Peter Dempsey     |
| 2014 | 23 de mayo    | Gabby Chaves      |
| 2015 | 22 de mayo    | Jack Harvey       |
| 2016 | 27 de mayo    | Dean Stoneman     |
| 2017 | 26 de mayo    | Matheus Leist     |
| 2018 | 25 de mayo    | Colton Herta      |
| 2019 | 24 de mayo    | Oliver Askew      |

### Gran Premio de Indianápolis de Motociclismo
| Año  | 125cc / Moto3 | 250cc / Moto2    | MotoGP          |
| ---- | ------------- | ---------------- | --------------- |
| 2008 | Nicolás Terol | Cancelada        | Valentino Rossi |
| 2009 | Pol Espargaró | Marco Simoncelli | Jorge Lorenzo   |
| 2010 | Nicolás Terol | Toni Elías       | Dani Pedrosa    |
| 2011 | Nicolás Terol | Marc Márquez     | Casey Stoner    |
| 2012 | Luis Salom    | Marc Márquez     | Dani Pedrosa    |
| 2013 | Álex Rins     | Tito Rabat       | Marc Márquez    |
| 2014 | Efrén Vázquez | Mika Kallio      | Marc Márquez    |
| 2015 | Livio Loi     | Álex Rins        | Marc Márquez    |

### Grand-Am Rolex Sports Car Series
| Año  | Ganadores                     | Chasis / Motor | Equipo    |
| ---- | ----------------------------- | -------------- | --------- |
| 2012 | Sebastien Bourdais Alex Popow | Riley Ford     | Starworks |
| 2013 | Ryan Dalziel Alex Popow       | Riley BMW      | Starworks |

### United Sportscar Championship
| Año  | Ganadores                         | Chasis / Motor        | Equipo         |
| ---- | --------------------------------- | --------------------- | -------------- |
| 2014 | João Barbosa Christian Fittipaldi | Chevrolet Corvette DP | Action Express |

| Predecesor: Estadio Olímpico de la UCV Caracas 1983 | Estadio Panamericano Indianapolis 1987 | Sucesor: Estadio Panamericano La Habana 1991 |